# Hadena soligena
Hadena soligena är en fjärilsart som beskrevs av Heinrich Benno Möschler 1886. Hadena soligena ingår i släktet Hadena och familjen nattflyn. Inga underarter finns listade i Catalogue of Life.